# Kleinseelheim
Kleinseelheim ist ein Stadtteil von Kirchhain im mittelhessischen Landkreis Marburg-Biedenkopf.

## Geographische Lage
Der Ort liegt südwestlich von Kirchhain am Rand des Amöneburger Beckens. In diesem fließt die Ohm, an der zum Schutz der am Fluss gelegenen Ortschaften nördlich des Dorfs das Hochwasserrückhaltebecken Kirchhain/Ohm liegt. Nördlich vorbei am Dorf führt die etwa in West-Ost-Richtung verlaufende Landesstraße 3088.

## Geschichte

### Ortsgeschichte
Kleinseelheim war bereits um 1000 v. Chr. besiedelt. Die älteste bekannte schriftliche Erwähnung des Ortes erfolgte zwischen den Jahren 750 und 779 als „Seleheim“ in einer Urkunde des Klosters Fulda.
Früher gab es im Dorf ein Vogteigut des Deutschen Ordens.
Zum 1. Februar 1971 wurde die bis dahin selbständige Gemeinde Kleinseelheim im Zuge der Gebietsreform in Hessen auf freiwilliger Basis als Stadtteil in die Stadt Kirchhain eingegliedert. Für Kleinseelheim, wie für alle ehemals eigenständigen Stadtteile von Kirchhain, wurde ein Ortsbezirk gebildet.

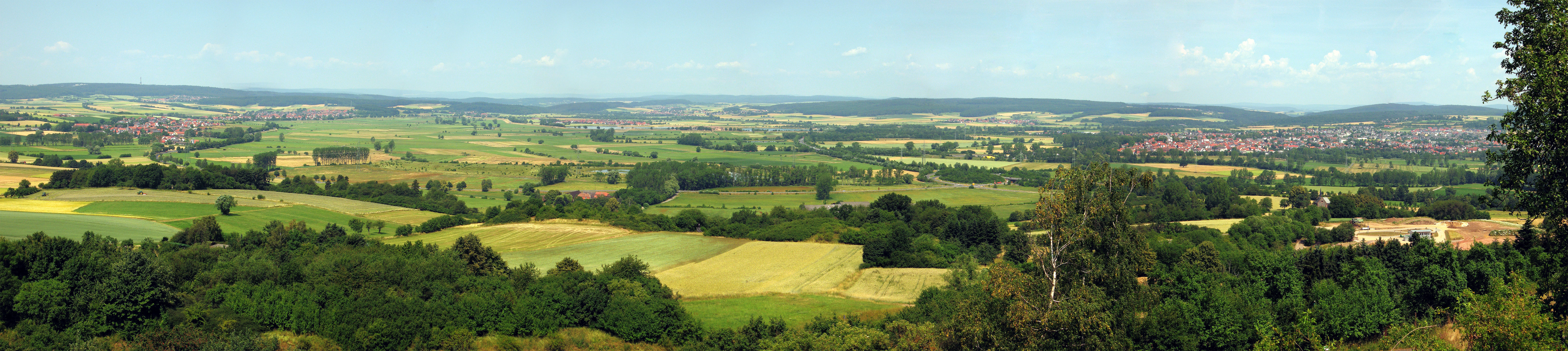
Von links nach rechts sind die Ortsteile Kleinseelheim, Bauerbach (zu Marburg), Großseelheim, Schönbach, Niederwald, Anzefahr, Betziesdorf (im Hintergrund), Stausebach und Kirchhain sowie Himmelsberg (links dahinter) zu erkennen

### Verwaltungsgeschichte im Überblick
Die folgende Liste zeigt die Staaten und Verwaltungseinheiten, denen Kleinseelheim angehört(e):
- vor 1567 Heiliges Römisches Reich, Gericht Seelheim[7] 3⁄4 Deutsch Ordens-Besitz, 1⁄4 fuldisches Lehen
- ab 1567 Heiliges Römisches Reich, Landgrafschaft Hessen-Marburg, Amt Marburg[8]
- ab 1592: Heiliges Römisches Reich, Landgrafschaft Hessen-Marburg, Amt Marburg
- 1604–1648: Heiliges Römisches Reich, strittig zwischen Landgrafschaft Hessen-Darmstadt und Landgrafschaft Hessen-Kassel (Hessenkrieg), Amt Marburg
- ab 1648: Heiliges Römisches Reich, Landgrafschaft Hessen-Kassel, Amt Marburg
- ab 1767: Heiliges Römisches Reich, Landgrafschaft Hessen-Kassel, Amt Kirchhain
- ab 1806: Landgrafschaft Hessen-Kassel, Amt Kirchhain
- 1807–1813: Königreich Westphalen, Departement der Werra, Distrikt Marburg, Kanton Amöneburg
- ab 1815: Kurfürstentum Hessen, Amt Kirchhain[9]
- ab 1821: Kurfürstentum Hessen, Provinz Oberhessen, Kreis Kirchhain[10][Anm. 1]
- ab 1848: Kurfürstentum Hessen, Bezirk Marburg
- ab 1851: Kurfürstentum Hessen, Provinz Oberhessen, Kreis Kirchhain
- ab 1867: Königreich Preußen, Provinz Hessen-Nassau, Regierungsbezirk Kassel, Kreis Kirchhain
- ab 1871: Deutsches Reich, Königreich Preußen, Provinz Hessen-Nassau, Regierungsbezirk Kassel, Kreis Kirchhain
- ab 1918: Deutsches Reich, Freistaat Preußen, Provinz Hessen-Nassau, Regierungsbezirk Kassel, Kreis Kirchhain
- ab 1932: Deutsches Reich, Freistaat Preußen, Provinz Hessen-Nassau, Regierungsbezirk Kassel, Landkreis Marburg
- ab 1944: Deutsches Reich, Freistaat Preußen, Provinz Kurhessen, Landkreis Marburg
- ab 1945: Deutsches Reich, Amerikanische Besatzungszone, Groß-Hessen, Regierungsbezirk Kassel, Landkreis Marburg
- ab 1946: Deutsches Reich, Amerikanische Besatzungszone, Hessen, Regierungsbezirk Kassel, Landkreis Marburg
- ab 1949: Bundesrepublik Deutschland, Hessen, Regierungsbezirk Kassel, Landkreis Marburg
- ab 1971: Bundesrepublik Deutschland, Hessen, Regierungsbezirk Kassel, Landkreis Marburg, Stadt Kirchhain
- ab 1974: Bundesrepublik Deutschland, Hessen, Regierungsbezirk Kassel, Landkreis Marburg-Biedenkopf, Stadt Kirchhain
- ab 1981: Bundesrepublik Deutschland, Hessen, Regierungsbezirk Gießen, Landkreis Marburg-Biedenkopf, Stadt Kirchhain

### Gerichte seit 1821
Mit Edikt vom 29. Juni 1821 wurden in Kurhessen Verwaltung und Justiz getrennt. Der Kreis Kirchhain war für die Verwaltung und das Justizamt Kirchhain war als Gericht erster Instanz für Kleinseelheim zuständig. Nach der Annexion Kurhessens durch Preußen erfolgte am 1. September 1867 die Umbenennung des bisherigen Justizamtes in Amtsgericht Kirchhain. Auch mit dem Inkrafttreten des Gerichtsverfassungsgesetzes von 1879 blieb das Amtsgericht unter seinem Namen bestehen.

## Bevölkerung

### Einwohnerstruktur 2011
Nach den Erhebungen des Zensus 2011 lebten am Stichtag dem 9. Mai 2011 in Kleinseelheim 651 Einwohner. Darunter waren 18 (2,8 %) Ausländer. Nach dem Lebensalter waren 123 Einwohner unter 18 Jahren, 285 zwischen 18 und 49, 144 zwischen 50 und 64 und 99 Einwohner waren älter. Die Einwohner lebten in 270 Haushalten. Davon waren 75 Singlehaushalte, 69 Paare ohne Kinder und 96 Paare mit Kindern sowie 21 Alleinerziehende und 6 Wohngemeinschaften. In 45 Haushalten lebten ausschließlich Senioren und in 192 Haushaltungen lebten keine Senioren.

### Einwohnerentwicklung
| Quelle: Historisches Ortslexikon |                                                                                         |
| • 1577:                          | 48 Hausgesesse                                                                          |
| • 1697:                          | 32 Häuser                                                                               |
| • 1747:                          | 48 Hausgesesse (288 Einwohner)                                                          |
| • 1838:                          | Familien: 40 nutzungsberechtigte, 14 nicht nutzungsberechtigte Ortsbürger, 10 Beisassen |

| Kleinseelheim: Einwohnerzahlen von 1834 bis 2019 | Kleinseelheim: Einwohnerzahlen von 1834 bis 2019 | Kleinseelheim: Einwohnerzahlen von 1834 bis 2019 | Kleinseelheim: Einwohnerzahlen von 1834 bis 2019 | Kleinseelheim: Einwohnerzahlen von 1834 bis 2019 |
| --- | ------------------------------------------------ | ------------------------------------------------ | ------------------------------------------------ | ------------------------------------------------ |
| Jahr |                                                  |                                                  |                                                  | Einwohner                                        |
| 1834 | 1834                                             |                                                  | 385                                              | 385                                              |
| 1840 | 1840                                             |                                                  | 410                                              | 410                                              |
| 1846 | 1846                                             |                                                  | 426                                              | 426                                              |
| 1852 | 1852                                             |                                                  | 415                                              | 415                                              |
| 1858 | 1858                                             |                                                  | 428                                              | 428                                              |
| 1864 | 1864                                             |                                                  | 446                                              | 446                                              |
| 1871 | 1871                                             |                                                  | 457                                              | 457                                              |
| 1875 | 1875                                             |                                                  | 441                                              | 441                                              |
| 1885 | 1885                                             |                                                  | 460                                              | 460                                              |
| 1895 | 1895                                             |                                                  | 492                                              | 492                                              |
| 1905 | 1905                                             |                                                  | 525                                              | 525                                              |
| 1910 | 1910                                             |                                                  | 511                                              | 511                                              |
| 1925 | 1925                                             |                                                  | 541                                              | 541                                              |
| 1939 | 1939                                             |                                                  | 536                                              | 536                                              |
| 1946 | 1946                                             |                                                  | 778                                              | 778                                              |
| 1950 | 1950                                             |                                                  | 757                                              | 757                                              |
| 1956 | 1956                                             |                                                  | 664                                              | 664                                              |
| 1961 | 1961                                             |                                                  | 662                                              | 662                                              |
| 1967 | 1967                                             |                                                  | 677                                              | 677                                              |
| 1980 | 1980                                             |                                                  | ?                                                | ?                                                |
| 1990 | 1990                                             |                                                  | ?                                                | ?                                                |
| 2000 | 2000                                             |                                                  | ?                                                | ?                                                |
| 2011 | 2011                                             |                                                  | 651                                              | 651                                              |
| 2015 | 2015                                             |                                                  | 673                                              | 673                                              |
| 2019 | 2019                                             |                                                  | 629                                              | 629                                              |
| Datenquelle: Historisches Gemeindeverzeichnis für Hessen: Die Bevölkerung der Gemeinden 1834 bis 1967. Wiesbaden: Hessisches Statistisches Landesamt, 1968. Weitere Quellen: LAGIS; Stadt Kirchheim:; Zensus 2011 |                                                  |                                                  |                                                  |                                                  |

### Historische Religionszugehörigkeit

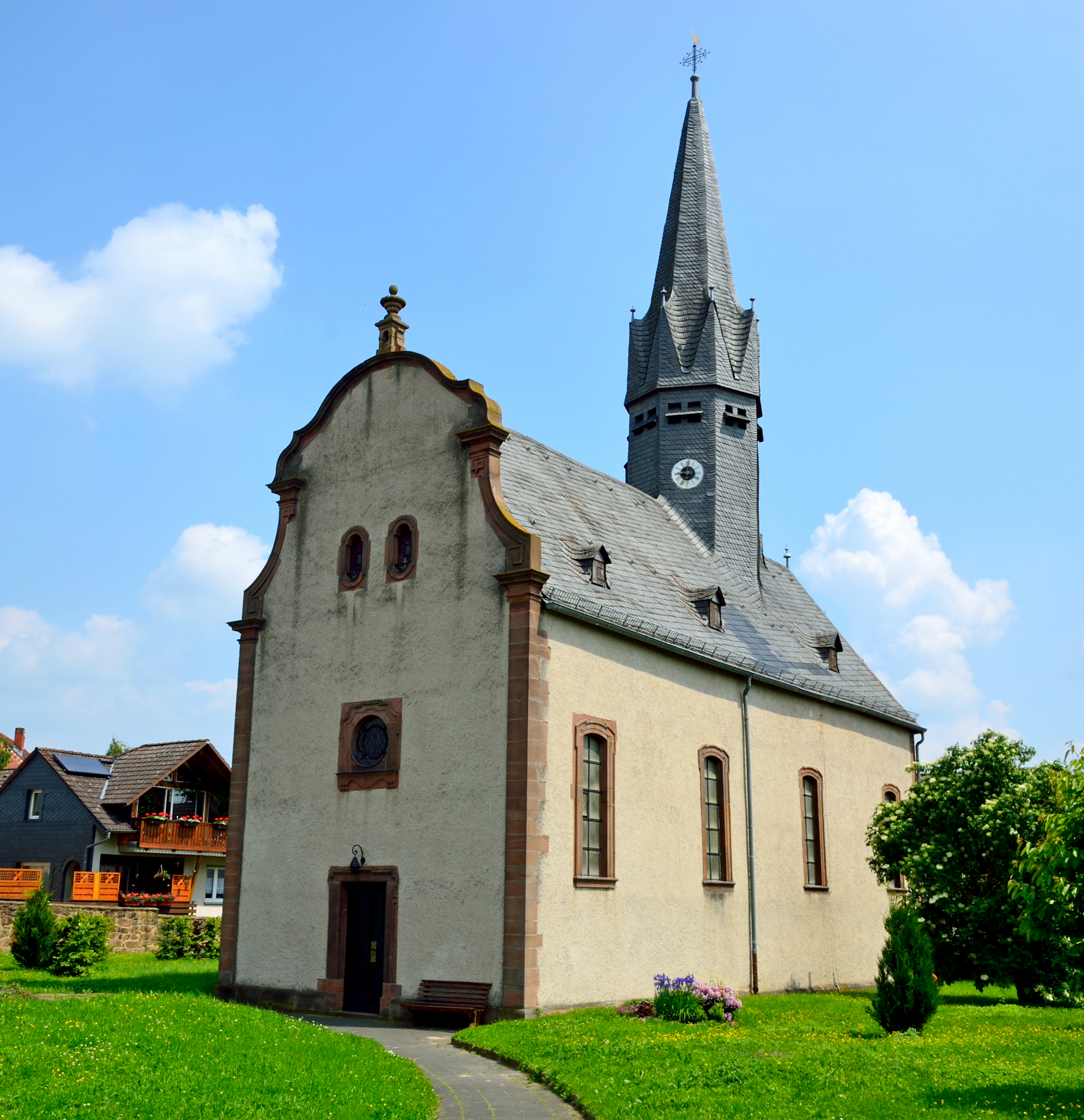
Die evangelische Kirche von 1665

| Quelle: Historisches Ortslexikon |                                                                                       |
| • 1861:                          | 434 evangelisch-lutherische, 9 römisch-katholische Einwohner                          |
| • 1885:                          | 452 evangelische (= 98,26 %), 7 katholische (= 1,52 %), ein anderer Christ (= 0,22 %) |
| • 1961:                          | 623 evangelische (= 94,11 %), 32 katholische (= 4,83 %) Einwohner                     |

### Historische Erwerbstätigkeit
| Quelle: Historisches Ortslexikon | |
| • 1767:                          | Erwerbspersonen: 2 Schmiede, 4 Schneider, 5 Leineweber, 3 Wirte, 4 Tagelöhner(-innen).                                                |
| • 1838:                          | Familien: 30 Ackerbau, 5 Gewerbe, 20 Tagelöhner.                                                                                      |
| • 1961:                          | Erwerbspersonen: 172 Land- und Forstwirtschaft, 133 Produzierendes Gewerbe, 26 Handel und Verkehr, 20 Dienstleistungen und Sonstiges. |

## Politik
Für den Stadtteil Kleinseelheim besteht ein Ortsbezirk mit Ortsbeirat und Ortsvorsteher nach der Hessischen Gemeindeordnung. Er umfasst das Gebiet der ehemaligen Gemeinde Kleinseelheim.
Der Ortsbeirat besteht aus fünf Mitgliedern. Bei den Kommunalwahlen in Hessen 2021 betrug die Wahlbeteiligung zum Ortsbeirat 60,88 %. Alle Kandidaten gehörten der „Gemeinschaftsliste Kleinseelheim“ an. Der Ortsbeirat wählte Rainer Waldhardt zum Ortsvorsteher.

## Infrastruktur
In Kleinseelheim gibt es eine evangelische Kirche, ein Dorfgemeinschaftshaus und verschiedene Sportanlagen.

## Söhne und Töchter des Ortes
- Johann Heinrich Lauer (1768–1842), deutscher Gutsbesitzer und Abgeordneter